# Гостареш Фулад
«Гостареш Фулад»  (англ. Gostaresh Foolad Football Club, перс. گسترش فولاد‎) — иранский футбольный клуб из города Тебриз, центра провинции Восточный Азербайджан. Выступает в Про-лиге, главной в системе футбольных лиг Ирана. Домашние матчи команда проводит на стадионе Гостареш Фулад, вмещающем около 12 000 зрителей.

## История
«Гостареш Фулад» был основан в 2008 году. Клуб принадлежит Мохаммеду Резе Зонузи Мотлагу, богатейшему бизнесмену в Иранском Азербайджане, и является одним из немногих частных футбольных клубов в Иране.

## История выступлений
| Сезон   | Дивизион      | Место | Кубок     |
| ------- | ------------- | ----- | --------- |
| 2008/09 | 3-й дивизион  | 1-е   |           |
| 2009/10 | Лига Азадеган | 8-е   | Финалист  |
| 2010/11 | Лига Азадеган | 3-е   | 3-й раунд |
| 2011/12 | Лига Азадеган | 9-е   | 1/16      |
| 2012/13 | Лига Азадеган |       |           |